# Brochoneura
Brochoneura Warb. – rodzaj roślin należący do rodziny muszkatołowcowatych (Myristicaceae R. Br.). Obejmuje co najmniej 5 gatunków występujących endemicznie na Madagaskarze. Nasiona Brochoneura acuminata są wykorzystywane do leczenia chorób przewodu pokarmowego.

## Morfologia
PokrójDrzewo.
KwiatySiedzące lub na krótkich szypułkach, zebrane w kwiatostanach.

## Biologia i ekologia
Roślina jednopienna.

## Systematyka
Pozycja systematyczna według APweb (aktualizowany system APG IV z 2016)
Rodzaj należy do rodziny muszkatołowcowatych (Myristicaceae R. Br.), który jest kladem bazalnym w obrębie rzędu magnoliowców (Magnoliales Juss. ex Bercht. & J. Presl), należącego do kladu magnoliowych (Magnoliidae Novák ex Takht.) w obrębie okrytonasiennych. 
Wykaz gatunków
- Brochoneura acuminata (Lam.) Warb.
- Brochoneura chapelieri (Baill.) H.Perrier
- Brochoneura dardainii Heckel
- Brochoneura humblotii H.Perrier
- Brochoneura rarabe H.Perrier